# Lungern
Lungern es una comuna suiza del cantón de Obwalden situada al sureste del cantón, en la frontera oriental con el cantón de Berna. Limita al noreste con la comuna de Giswil, al este con Sachseln y Kerns, al sur con Hasliberg (BE), Meiringen (BE), Brienzwiler (BE) y Hofstetten bei Brienz (BE).

## Generalidades
Tiene una población de 1900 personas, de las cuales 100 son de nacionalidad extranjera (2000). Hay 380 negocios locales que emplean a 1300 personas. El 22% de éstos están en el sector agrícola, el 35% en industria y comercio, y el 43% en servicios. 
El Lago de Lungern se sitúa completamente en esta comuna. También forman parte de la comuna, las localidades de Bürglen, Diesselbach, Dundel, Kaiserstuhl y Obsee.